# 五井町 (蒲郡市)
五井町（ごいちょう）は、愛知県蒲郡市の地名。

## 地理
蒲郡市北東部に位置する。東は宝飯郡御津町、北は清田町に接する。

## 歴史

### 地名の由来
長泉寺鐘銘によれば、水不足であった当地を訪れた行基が五カ所錫杖をついて井戸を掘らせたことに由来するという。

### 人口の変遷
国勢調査による人口および世帯数の推移。
| 1995年（平成7年）  | 145世帯 602人 |  |
| 2000年（平成12年） | 146世帯 626人 |  |
| 2005年（平成17年） | 150世帯 651人 |  |
| 2010年（平成22年） | 151世帯 704人 |  |
| 2015年（平成27年） | 158世帯 667人 |  |
| 2020年（令和2年）  | 162世帯 641人 |  |

### 沿革
- 江戸時代 - 三河国宝飯郡五井村として所在[2]。
- 1889年（明治22年） - 愛知県宝飯郡豊岡村大字五井となる[2]。
- 1906年（明治39年） - 蒲郡町大字五井となる[2]。
- 1954年（昭和29年） - 蒲郡市五井町となる[3]。

## 交通
- 三河湾スカイライン五井料金所[1]

## 施設
- 八幡社[1]
- 秋葉神社[1]
- 真宗大谷派常円寺[1]
- 浄土宗西山深草派真清寺[1]
- 曹洞宗長泉寺[1]

### WEB
1. ↑  “愛知県蒲郡市の町丁・字一覧”.   人口統計ラボ. 2024年1月22日閲覧。
2. 1 2  総務省統計局 (2022年2月10日). “令和2年国勢調査の調査結果(e-Stat) - 男女別人口，外国人人口及び世帯数－町丁・字等” (CSV). 2023年8月2日閲覧。
3. ↑  “愛知県蒲郡市の郵便番号一覧”.   日本郵便. 2024年1月22日閲覧。
4. ↑  “市外局番の一覧” (PDF).   総務省 (2022年3月1日). 2022年3月22日閲覧。
5. ↑  “ナンバープレートについて”.   一般社団法人愛知県自動車会議所. 2024年1月21日閲覧。
6. ↑  総務省統計局 (2014年3月28日). “平成7年国勢調査の調査結果(e-Stat) - 男女別人口及び世帯数 －町丁・字等” (CSV). 2021年7月20日閲覧。
7. ↑  総務省統計局 (2014年5月30日). “平成12年国勢調査の調査結果(e-Stat) - 男女別人口及び世帯数 －町丁・字等” (CSV). 2021年7月20日閲覧。
8. ↑  総務省統計局 (2014年6月27日). “平成17年国勢調査の調査結果(e-Stat) - 男女別人口及び世帯数 －町丁・字等” (CSV). 2021年7月21日閲覧。
9. ↑  総務省統計局 (2012年1月20日). “平成22年国勢調査の調査結果(e-Stat) - 男女別人口及び世帯数 －町丁・字等” (CSV). 2021年7月21日閲覧。
10. ↑  総務省統計局 (2017年1月27日). “平成27年国勢調査の調査結果(e-Stat) - 男女別人口及び世帯数 －町丁・字等” (CSV). 2021年7月21日閲覧。

### 書籍
1. 1 2 3 4 5 6 7 8  「角川日本地名大辞典」編纂委員会 1989, p. 1858.
2. 1 2 3 4  「角川日本地名大辞典」編纂委員会 1989, p. 528.
3. ↑  「角川日本地名大辞典」編纂委員会 1989, p. 529.